# Michael Broadbent

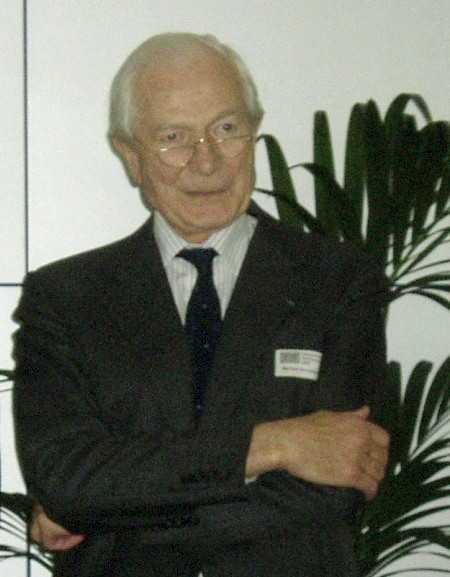
Michael Broadbent (2005)

Michael Broadbent (* 2. Mai 1927 in Yorkshire, England; † 17. März 2020 in Berkshire, England) war ein britischer Weinkritiker. Er galt als einer der einflussreichsten Fachjournalisten und Autoren in der Welt des Weines. 

## Leben
Broadbent durchlief ab 1952 zunächst eine Ausbildung zum Weinhändler. Bereits damals legte er sein erstes Weinnotizbuch an. Darin enthalten sind Datum, Anlass, Ort sowie die Namen der Weine, sowie eine Kurzbeschreibung der drei Kriterien Erscheinungsbild, Nase und Geschmack. Bis 2004 hatte er nach eigenen Angaben über 85.000 Einträge in 133 „Bändchen“ gesammelt.
Seine Ausbildung schloss er 1960 mit dem Titel Master of Wine ab. Von 1966 bis in die 1990er Jahre war er Senior Director der Weinabteilung des angesehenen Auktionshauses Christie’s in London. 
Neben seiner Tätigkeit als Buchautor zu Weinthemen war er ständiger Mitarbeiter der internationalen Weinzeitschrift Vinum und veröffentlichte monatlich Degustationsnotizen in der britischen Zeitschrift Decanter.
Darüber hinaus war Broadbent ein gefragter Gastreferent und Leiter von Verkostungen alter und seltener Weine. 1979 wurde er zum Ritter des Ordre national du Mérite ernannt. Ab 1986 war er Präsident der International Wine & Foods Society sowie Ehrenmitglied der Academie du Vin de Bordeaux und etlicher Weinbruderschaften in Frankreich.

## Bücher (Auswahl)
- Das grosse Buch der Weinjahrgänge. Charakter, Qualität und Entwicklung der klassischen Gewächse der Welt 1653 bis 1982, 1983, ISBN 3-7239-0065-8
- Broadbents Weinnotizen, Hallwag, 1994, ISBN 3-7742-5111-8
- Weine prüfen, kennen, genießen (Hrsg. Hanspeter Reichmuth), Hallwag, 1996, ISBN 3-444-10394-8
- Weinatlas Bordeaux (mit Hubrecht Duijker), Hallwag, 1997, ISBN 3-7742-5262-9
- Die Weine der Neuen Welt, Falken, 1998, ISBN 3-8068-4987-0
- Weinenzyklopädie (mit Christopher Foulkes), Predita, 2002, ISBN 3-934519-28-8
- Meine Lieblingsweine, Falken, 2002, ISBN 3-8068-7364-X
- Große Weine, Gräfe & Unzer, 2004, ISBN 3-7742-6345-0